# Doctrine
Cet article concerne la notion philosophique. Pour les autres significations, voir Doctrine (site web) et Doctrine (ORM).
Une doctrine est un ensemble global de croyances, ou d'opinions, ou de prises de position, ou bien de principes de base sur lesquels s'appuient une stratégie et des plans d'actions. Une doctrine peut être d'ordre politique, juridique, économique, religieuse, philosophique, scientifique, sociale, militaire, diplomatique, managériale, , etc.

## Économie
En matière économique, les doctrines peuvent se manifester dans différentes théories économiques, ou en intelligence économique.

## Religion
Des exemples de doctrines religieuses incluent :

### Christianisme
- Dans la théologie chrétienne :
  - Voir la Catégorie:Doctrine chrétienne
  - Dans l’Église catholique, la Congrégation pour la doctrine de la foi a pour mission de « promouvoir et de protéger la doctrine et les mœurs conformes à la foi dans tout le monde catholique »

### Bouddhisme
- Les quatre nobles vérités comprennent les doctrines du bouddhisme

## Art
La doctrine académique est un ensemble de règles artistiques énoncées par les académies des beaux-arts apparues au milieu du XVIIe siècle permettant d'atteindre la beauté. En France, sous l'action de Charles Le Brun, l'Académie royale de peinture et de sculpture édictait les canons de l'art en affirmant que les chefs-d'œuvre de l'antiquité devaient servir de référence.

## Police
ou doctrine d'action policière.